# Šentjanž nad Štorami
Šentjanž nad Štorami este o localitate din comuna Štore, Slovenia, cu o populație de 204 locuitori.